# Infern als núvols
 Infern als núvols  (original: Flying Leathernecks) és una pel·lícula estatunidenca dirigida per Nicholas Ray, estrenada el 1951 i doblada al català.

## Argument
Aquesta pel·lícula comença en el context de la batalla de Guadalcanal. Els pilots d'una esquadrilla de l'USMC esperen el seu nou comandant. Cometen un error, no és l'estil tipus fraternal, com l'anterior comandant. És un nouvingut, un dur, inflexible sobre la disciplina. La petita col·lació que havien organitzat de manera maldestra es deixa sense fer. Aquests joves pilots, esvalotadors i indisciplinats són brutalment castigats pel nou cap. L'adjunt, no promogut, té discussions amb aquest cap que jutja inflexible.
El títol d'origen "Flying leathernecks" al·ludeix a l'ús, pels Soldats d'Infanteria de Marina d'abans, de portar el barret reglamentari, amb la jugular lligada al clatell, cosa que els havia valgut el sobrenom de "clatells de cuir".

## Repartiment
- Robert Ryan
- John Wayne
- Don Taylor
- Jay C. Flippen
- Janis Carter